# Tossal de les Parades
El Tossal de les Parades és una muntanya de 650 metres que es troba al municipi de la Ribera d'Ondara, a la comarca catalana de la Segarra.